# یوکو هیکاسا
هیکاسا یوکو (انگلیسی: Yōko Hikasa; ۱۶ ژوئیهٔ ۱۹۸۵ – ) صداپیشه، و خواننده اهل ژاپن بود. وی از سال ۲۰۰۷ میلادی تاکنون مشغول فعالیت بوده‌است.